# Tărpiu (okręg Bistrița-Năsăud)
Tărpiu – wieś w Rumunii, w okręgu Bistrița-Năsăud, w gminie Dumitra. W 2011 roku liczyła 762 mieszkańców.